# 韩国的啤酒
啤酒，在韩语中被称为麦酒（韓語：맥주；麥酒），20世纪初首次传入韩国。首尔的第一家啤酒厂于1908年开业。韩国最主要的两家啤酒厂的诞生时间可以追溯到20世纪30年代。而韩国第三家啤酒厂真露酷尔斯成立于20世纪90年代，但后来被东方啤酒厂收购。1933年海特啤酒公司成立，其前身是朝鲜啤酒公司，并于1998年更名为海特啤酒厂。东方啤酒厂成立于1933年，原名为昭和麒麟啤酒厂，于1995年更名为OB啤酒厂。
韩国啤酒市场目前由海特真露和东方啤酒厂两大制造商掌控，有几个品牌在当地市场销售。韩国的大多数餐馆和酒吧也只有这些啤酒品牌中的一种（海特或东方），因为它们的味道和价格在很大程度上是相似的（多由大米酿造而成）。进口啤酒在韩国随处可见，但价格普遍偏高——首尔市中心酒吧里的一品脱吉尼斯黑啤的价格通常至少在₩8,000以上，通常都要₩15,000，而韩国本土品牌的价格大约是₩3,000。最近，微型啤酒厂如雨后春笋般遍布全国，有逐渐成熟迹象。在韩国大量生产的啤酒中，只有两种是100%由大麦芽酿造而成的，其分别是：海特和OB。
韩国市场上缺乏微型啤酒厂是因为政府法规过于繁琐。这限制了小型酿酒商向其所属地区供应啤酒。终于，2011年6月放宽了规定，允许几家小企业在当地啤酒市场占有份额。
在韩国，在家酿酒成为了一种日益增长的趋势。虽然原料和供应仍然有限，但有许多家庭都会选择自己酿造啤酒。韩国还有许多酿酒俱乐部，用来帮助和指导新手如何尽享家庭酿造，“家酿韩国“就是其中之一。

## 国内品牌
- 海特真露（Hite Jinro）: Hite，Max，Dry D，S，Stout，Lager Beer，Prime Draft，J Draft，Queen's Ale[6]
  - 真露是由两家酒类公司海特酒厂和真露合并而成。海特啤酒厂成立于1933年，是一家酒类公司。真露啤酒成立于1924年，是韩国第一家啤酒公司。2006年，真露被知名饮料公司海特收购。海特真露是世界领先的烧酒生产商。海特真露生产多种酒精饮料。[7][8]

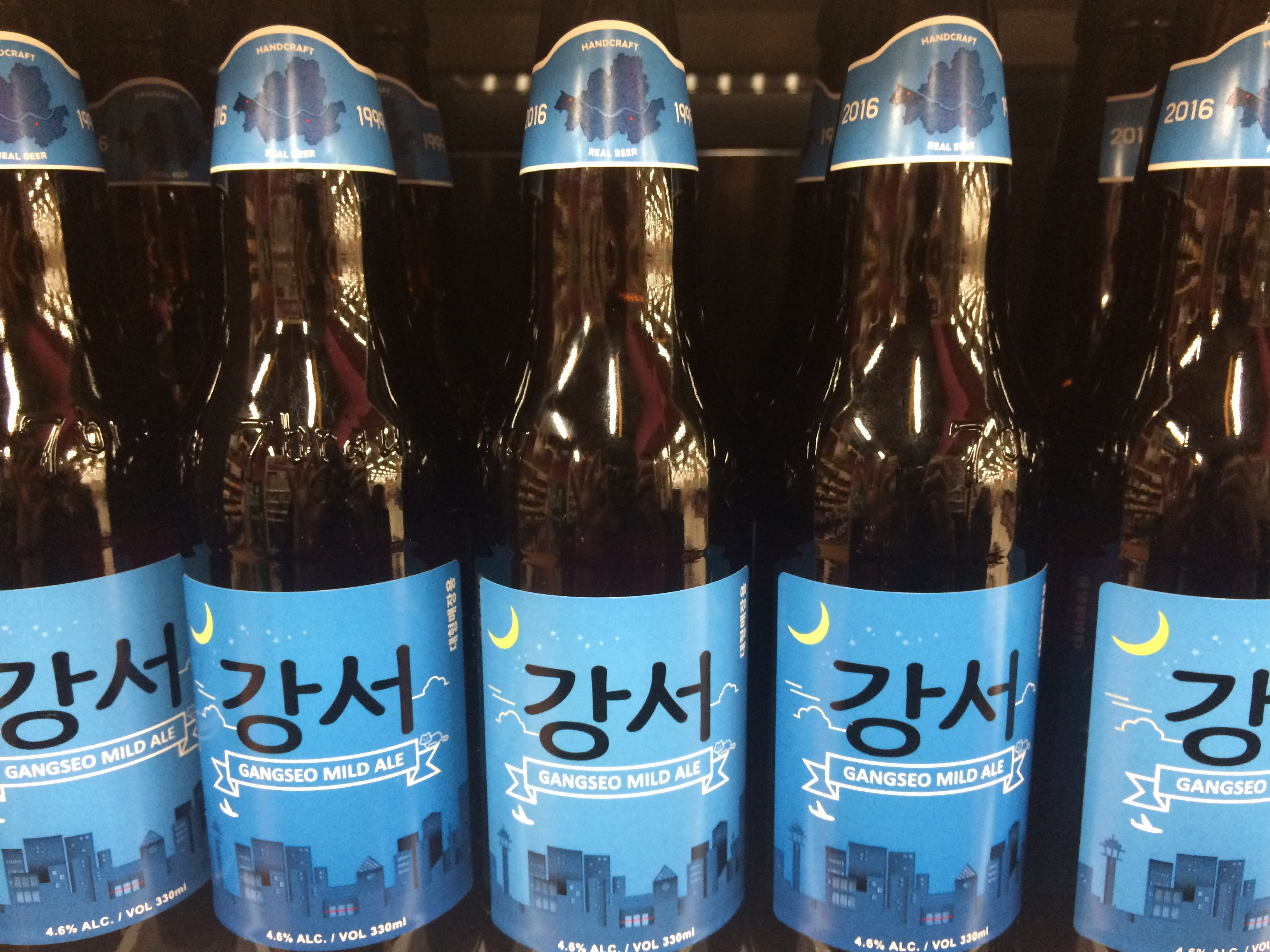
江西啤酒

- OB啤酒：黄金啤酒, 卡斯品牌(卡斯鲜啤, 卡斯轻啤, 卡斯红啤，卡斯柠檬)，卡皮利, 阿利斯顿
  - 东方啤酒成立于1933年。黄金啤酒伯于2011年推出。
- 乐天酒业:克劳德
  - 乐天七星成立于1950年。他们最初的产品是柠檬酸橙软饮料。此后，他们开始生产大量饮料。[9]

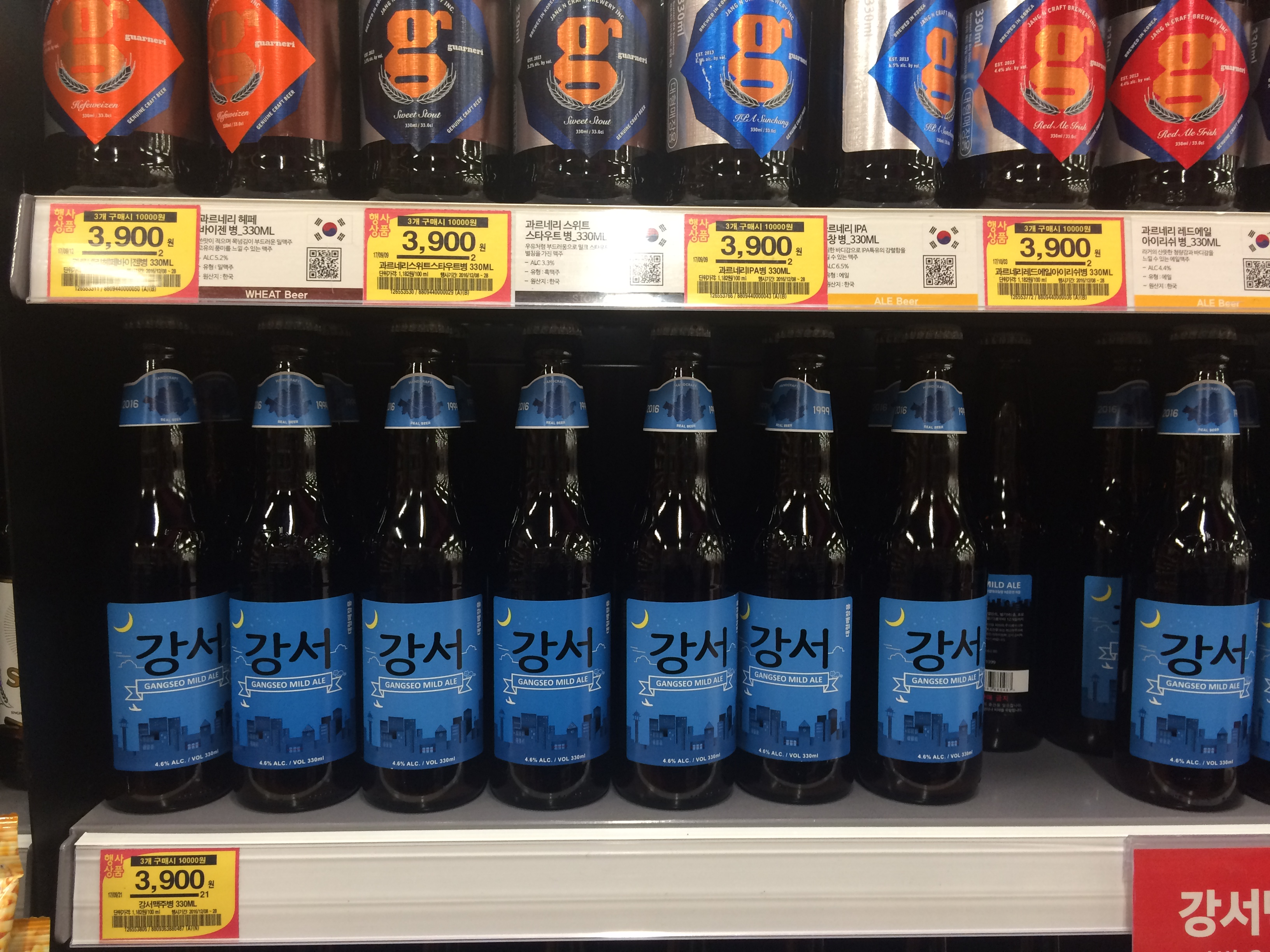
江西啤酒

- 韩国精酿啤酒厂 （页面存档备份，存于）（ Korea Craft Brewery ）：ARK, 常陆Hitachino
  - KCB还与衣奥蜜和国际创意工作室等其他品牌合作。

- 7福乐 存档于互联网的时光机: 江西
  - 7福乐最初是首尔江西区的一个小酒馆，因此他们的招牌啤酒十分出名。这是第一个以地区命名的韩国啤酒（如中国的青岛啤酒和美国纽约的布鲁克林啤酒）。标签设计以空中控制塔为特色，参考了金浦国际机场，而金浦国际机场也位于江西区。[10]

- 能量: 金浦
  - 由人参和大米制成的啤酒。这种大米是在韩国金浦当地种植的。[11]

### 著名的啤酒
- 海特真露
  - 海特：一种1993年推出的淡啤酒。海特的酒精度是4.3%。[12]
  - Max：2006年推出的第一款全麦芽韩国啤酒。Max啤酒每年都会推出特别版。最大值酒精度为4.5% [13]
  - Dry D：2010年作为干啤酒推出。这种酿造方法是与丹麦酿造公司丹布鲁（Danbrew）合作研制的。它是用精选的干酵母制成的。Dry D的酒精度为4.8%[14]
  - S：一种低热量的啤酒，由超淡啤酒酿造而成。每100毫升含有0.5克纤维。S为的酒精度为3.8%[15]
  - 黑啤：1991年推出的一种黑啤酒。这是一种用德国黑麦芽酿造的拉格啤酒。黑啤酒精度为5%[16]
  - 拉格啤酒：由麦芽和德国啤酒花制成。拉格啤酒的酒精度为5%。[17]
  - Prime Draft：有普通版和绿色版两种。Regular版本的酒精度是5% ， Green版本的酒精度是4.5% [18]
  - J Draft：J Draft的酒精度为5% [18]
  - 女王麦芽酒：一种淡色麦芽啤酒，经过三次跳跃发酵而成。女王麦芽酒的酒精浓度为5.4%。[19]

- OB啤酒（OB）
  - 卡斯品牌（卡斯鲜啤、卡斯轻啤、卡斯红啤、卡斯柠檬）：有几种不同的啤酒在卡斯品牌下出售。卡斯是一种未经巴氏消毒的啤酒。酒精度为6.9%的卡斯红啤是目前销售的最强劲的品种。[20]
  - 黄金啤酒：一种主要由佩尔啤酒花制成的全麦芽啤酒。冰纯嘉士伯的酒精度为4.8%。[21]
  - 卡皮利：1995年由东方啤酒厂推出的高档啤酒。这是第一款拥有透明瓶盖和旋转瓶盖的韩国啤酒。卡皮利的酒精度为4.2% [22]
  - 阿利斯顿：一种英国风格的麦酒，有黑色和棕色两种。艾尔斯顿Black的酒精含量为5%, 阿利斯顿棕啤的酒精含量为5.2% 。[23][24]

- 乐天七星饮料酒
  - 克劳德：乐天七星于2014年推出的全麦芽啤酒。它是由德国啤酒花和酿造使用原始重力。德国生产的啤酒花比例超过50%，酒精度为5%[25]
- 韩国精酿啤酒厂[26]
  - ARK：有棕色、康尼和经典三种颜色可供选择。棕色和经典的酒精度为4.3% , 康尼的酒精度为4.5% [27]
- 7福乐 [28]
  - 皇帝啤酒：一种顶部发酵的印度淡啤酒。它的名字是指19世纪的英国帝国主义。皇帝啤酒的酒精浓度为5.5%
  - 原始黄金贮藏啤酒：一种底部发酵的比尔森啤酒。原始的黄金窖藏啤酒酒精度为5%
  - 黑色魅力啤酒：一种顶级发酵黑啤。黑色魅力的酒精浓度是5%
  - 晶莹柔嫩啤酒：一种由大麦和小麦麦芽酿造的顶级发酵啤酒。晶莹柔嫩啤酒的酒精度在4.2%以上
  - 韩国淡啤酒：一种苦味较低的顶级发酵IPA。韩国淡啤酒的酒精度为4.6%
  - 帝国I.P.A.：一种酒精含量高，顶部发酵的淡味啤酒。它是用大量的啤酒花和麦芽酿造的。帝国I.P.A.的酒精度在7%以上
  - 金浦小麦啤酒：金浦在韩国以面粉闻名，与手工啤酒制造商7福乐一起推出了小麦啤酒，金浦小麦啤酒的酒精浓度为4.5%[29]

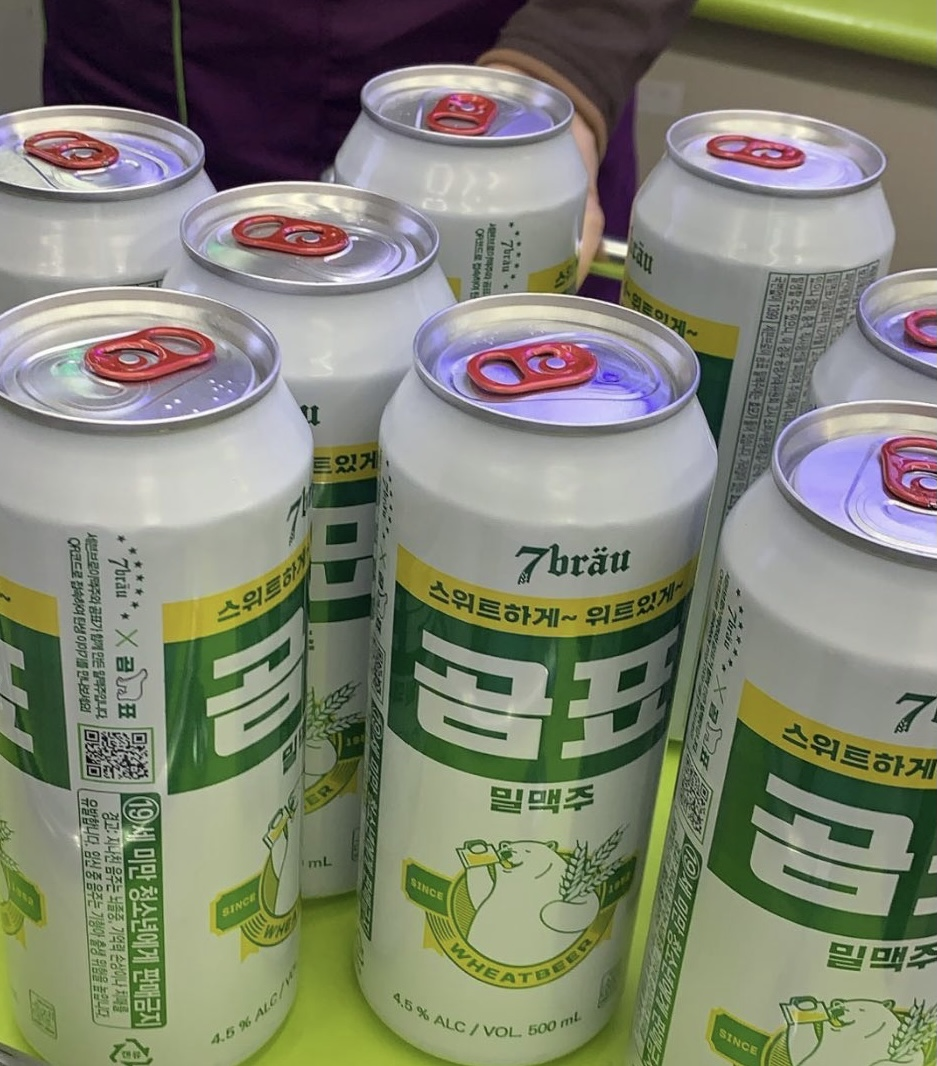
金浦小麦啤酒

## 啤酒和啤酒市场的历史
啤酒于20纪初首次传入韩国。首尔的第一家啤酒厂于1908年开业。目前两家主要的啤酒厂可以追溯到20世纪20年代。在韩国建立的第三家啤酒厂是真露酷尔斯，其成立于20世纪90年代，但后来被OB啤酒厂收购。
以前，韩国消费者更喜欢喝淡啤酒，而不是麦芽啤酒或小麦啤酒；以前提到这些味道，他们是相当陌生的。但是最近，啤酒消费变得越来越普遍。随着自由贸易协定(FTA)的颁布，2015年，韩国的外国啤酒进口量比前一年增加了两倍。2015年上半年，保兰纳(Paulaner)销量位居帮周，其次是福佳白啤酒(hoeggarden)和吉尼斯(Guinness)啤酒。最近，韩国社会对独自在家喝酒的兴趣逐渐上升，这在单身族的生活中是最为常见。综艺《独自饮酒》(Honsul)就描绘了这种趋势。
自2014年以来，韩国啤酒市场在很大程度上由海特真露和东方啤酒厂主导，最近乐天酒业与克劳德一起进入啤酒市场，形成了三方竞争的局面。

## 进口啤酒
韩国市场上出现了各种各样的外国啤酒品牌，人们对这种啤酒的兴趣正在迅速增加。福佳(hoeggarden)、喜力(Heineken)和百威(Budweiser)等主要品牌在韩国啤酒市场上排名十分靠前。由于麦芽的成本，韩国啤酒制造商大多开始使用玉米、大米和木薯粉来酿造啤酒。韩国啤酒的麦芽含量约为7%。相比之下，德国啤酒的麦芽率为100%，日本啤酒为66%。随着2014年欧洲与韩国签署自由贸易协定(FTA)，外国啤酒的进口急剧增加。

## 啤酒厂

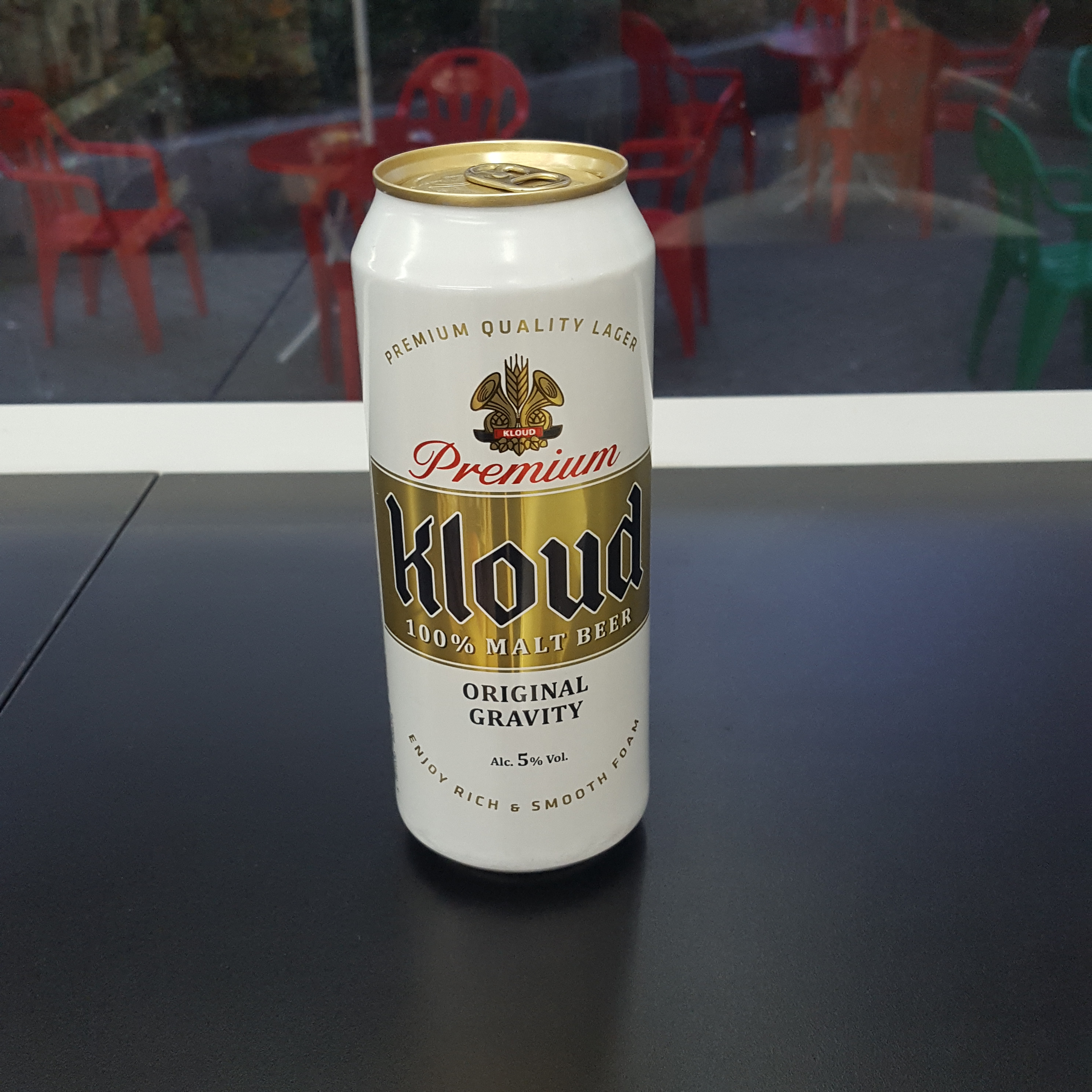
克劳斯

韩国在2014年修改了酒类税法后，引入了小规模啤酒生产许可制度。在放松管制后不久，精酿啤酒在韩国兴起。韩国的小啤酒厂的规模不仅在国内市场得到了扩大，在海外市场也同样得到扩展。它增加了小啤酒厂和酒吧的需求与供应。

### 历史
韩国啤酒以清淡、低质著称。相比之下，朝鲜的啤酒往往就不那么淡，并且被称为是相对较好的亚洲啤酒。英国商业周刊《经济学人》(The Economist)在2012年宣称，“酿造啤酒仍然是朝鲜打败韩国唯一的有用的活动”，这在韩国引起了轩然大波。这篇文章和朝鲜微型啤酒厂的成功激发了韩国啤酒行业的改革，包括在2014年韩国修改了酒精法，允许制造微酿啤酒。

### 小啤酒厂列表
- 普拉哈933（Praha 993）：位于釜山满尾2(i)洞的捷克酒吧和啤酒厂。
- 韩国工艺品啤酒厂（Korea Craft Brewery）：位于忠北。它是由日立之巢订购的。[46]
- 手与麦芽（The Hand and Malt）：位于南杨州。韩国最大的啤酒花农场的主人。[47]
- 喜鹊酿造（Magpie Brewing Co.）：梨泰院、弘大和济州三个地方都有供应。[48]
- 加尔梅吉酿造（Galmegi Brewing Co）：位于西部的美式啤酒酿造公司。[49]
- 布斯（The Booth）：位于庆内丹。2013年开始是一家小酒吧。生产“国民IPA”、“大东江淡啤”、“夏季禅啤”、“酿造啤酒IPA”等。它还在首尔的8家酒吧提供自来水。[50]
- 酿酒师乐队（Band of Brewers）：仙陵的酒吧和酿酒厂。
- 大猩猩酿造（Gorilla Brewing）：位于釜山广安里。[51]
- 柳树啤酒厂（Willow Brewery）：江陵的酒吧和啤酒厂。它利用江陵农民种植的啤酒花生产啤酒。
- 史蒂文斯酿造（Stevens Brewing）：位于新沙洞。它还提供了制作精酿啤酒的一天课程。[52]
- 斯坦多夫（SteinDorf-Bräu）：位于松坡区的酒吧和啤酒厂。
- 手工艺酒吧（Craftworks Taphouse）：自2013年以来在南山运营的Brewpub。[53]
- 瓜尔内里（Guarneri）：位于江南的餐厅和酒吧。[54]
- AKITU啤酒厂（AKITU Brewery）：位于釜山的啤酒厂。[55]
- 狂野波涛啤酒厂（Wild Wave Brewing）：釜山的酒吧和啤酒厂。
- 柴堆（Pyrus）：梨泰院的酒馆和啤酒厂。[56]
- 珀当（Pond Dang）：加罗苏吉的酒吧和啤酒厂。
- 游乐园啤酒厂（Play-ground Brewery）：在松岛一山设有自来水室。它的标志灵感来自韩国传统面具“Haheo Tal”。[57]
- 拖车（Travier）：蔚山的啤酒厂。
- 沃尔索啤酒厂（Whasoo Brewery）：蔚山的酒吧和啤酒厂。它生产“香橼淡啤酒”[58]
- 隐藏轨迹（Hidden Track）：东大门啤酒厂。
- 圣化啤酒（Saenghwal Beer）：这里是韩国酒吧最多的地方。[59]
- 阿尔米酿造（Rami Brewing）：本地酿造的啤酒，由Christopher Wing, James (Ilhae) Woo和Jae-man Lee所有。[60]

## 啤酒节日
- 韩国啤酒节：每年在首尔龙山I-Park购物广场举行。有很多国内外的啤酒供消费者选择，还有很多美食。[61]
- 炸鸡啤酒节：在大邱市举行的中秋庆典。这个节日以炸鸡啤酒为中心，这是啤酒和炸鸡的结合。[62]

## 以前的产品：
- OB啤酒, 储藏啤酒, 东方蓝啤：黄金啤酒的前身
- OB啤酒 超级干（OB Super Dry）
- 皇冠, 皇冠超级干（Crown Super Dry）：海特(原朝鲜啤酒)的主要产品，直到90年代初
- 优质海特（Hite Prime）：由麦克斯接替
- 艾克斯菲乐海特（Hite Exfeel）：由S继承
- ARK：韩国精酿啤酒公司的第一款精酿啤酒。[63]

## 统计数据
|              | 本地产品          | 进口产品      | 总共      |
| ------------ | ----------------- | ------------- | --------- |
| 价值十亿韩元 | 3,800 (93.8%)     | 250 (6.2%)    | 4,049     |
| 容量(千升)   | 1,738,759 (96.7%) | 58,993 (3.3%) | 1,797,752 |

| 国家   | 价值 (百万美元) | 共享 (%) |
| ------ | --------------- | -------- |
| 日本   | 26.4            | n/a      |
| 荷兰   | 9.9             | n/a      |
| 美国   | 6.5             | n/a      |
| 爱尔兰 | 6.5             | n/a      |
| 中国   | n/a             | n/a      |
| 德国   | 5.8             | n/a      |
| 墨西哥 | n/a             | n/a      |
| 比利时 | 2.1             | n/a      |

| 年份        | 国产啤酒销量 (十亿韩元) | 进口啤酒 |
| ----------- | ----------------------- | -------- |
| 2013        | 2110                    | 300      |
| 2014        | 2140                    | 360      |
| 2015        | 2165                    | 500      |
| 2016 (预计) | 2190                    | 620      |

## 批评
2012年，《经济学人》杂志发表了一篇文章，批评韩国啤酒和朝鲜的大同江啤酒一样无趣，甚至更糟糕。该杂志称，一些韩国啤酒用玉米和大米代替大麦麦芽，省吃俭用。这篇文章进一步描述了这个问题，因为全国市场是一个狭窄的双头垄断(海特真露和东方啤酒厂)，阻止了小啤酒厂进入市场。国内啤酒企业否认了这一说法，并明确表示:“大部分韩国啤酒的麦芽含量都在70%以上，海特真露的麦克斯啤酒和东方啤酒厂的冰纯嘉士伯等啤酒的麦芽含量也达到了100%。”大米和玉米并不比麦芽便宜，这些谷物被用于混合物中，以产生温和的味道。”尽管韩国酿酒厂做出了对负面新闻的反馈，许多当地的啤酒消费者仍然对当地啤酒品牌的味道不满意。

## 另请参阅
- 各地啤酒品牌列表
- 朝鲜的啤酒
- 韩国酒文化
- 韩国料理
- Somaek

门户网站: 啤酒 饮料 公司